# Natalija Solotuchina
Natalija Olehiwna Solotuchina (ukrainisch Наталія Олегівна Золотухіна; * 4. Januar 1985 in Charkiw) ist eine ukrainische Hammerwerferin. Ihre persönliche Bestweite von 72,22 m wurde im Mai 2011 in Uman gemessen.

## Erfolge
Bei den Jugend-Weltmeisterschaften 2001 wurde sie Fünfte. Bei den Junioren-Weltmeisterschaften 2002 wurde sie Siebte. Bei den Junioren-Europameisterschaften 2003 wurde sie Fünfte. Bei den Junioren-Weltmeisterschaften 2004 wurde sie Zehnte. 2005 bei den U23-Europameisterschaften gewann sie mit 67,75 m Bronze und bei den Weltmeisterschaften wurde Solotuchina dreizehnte.
Bei den Europameisterschaften 2006 erreichte sie das Finale und belegte den zehnten Platz. 2007 gewann sie bei den U23-Europameisterschaften mit 67,00 m erneut Bronze, verpaaste aber bei den Weltmeisterschaften als 29. der Qualifikation den Finaleinzug. Bei den Europameisterschaften 2010 erreichte sie wie vier Jahre zuvor das Finale und platzierte sich erneut als Zehnte.